# HD 41004
HD 41004 är en visuell dubbelstjärna belägen i den mellersta delen av stjärnbilden Målaren. Den har en kombinerad skenbar magnitud av ca 8,65 och kräver åtminstone en handkikare eller ett mindre teleskop för att kunna observeras. Baserat på parallax enligt Gaia Data Release 2 på ca 24,0 mas, beräknas den befinna sig på ett avstånd på ca 136 ljusår (ca 42 parsek) från solen. Den rör sig bort från solen med en heliocentrisk radialhastighet på ca 43 km/s.

## Egenskaper
Primärstjärnan HD 41004 A är en orange till gul stjärna i huvudserien av spektralklass K1 V. Den har en massa som är ca 0,9 solmassor, en radie som är ca 1,0 solradier och har ca 0,63 gånger solens utstrålning av energi från dess fotosfär vid en effektiv temperatur av ca 5 300 K.
De två komponenterna i HD 41004 har en skillnad i magnitud på 3,7 och har en gemensam egenrörelse med en vinkelseparation av 0,30 bågsekunder, år 2018. Följeslagaren, HD 41004 B, är en röd dvärg av spektralklass M2 V, med skenbar magnitud av 12,33 och en massa av 0,4 solmassor.

## Planetsystem
År 2003 upptäcktes en exoplanet, HD 41004 Ab, av Zucker et al., men publicerades inte förrän 2004. Den har en massa >2,56 Jupitermassor. Den kretsar kring primärstjärnan med en separation av 1,70 astronomiska enheter, en omloppsperiod av 2,64 år och med en hög excentricitet på 0,74.
| Planet | Massa      | Halv storaxel (AE) | Siderisk omloppstid (d) | Excentricitet | Inklination | Radie |
| ------ | ---------- | ------------------ | ----------------------- | ------------- | ----------- | ----- |
| b      | ≥2,56 ± MJ | 1,70               | 963                     | 0,74          | -           | -     |

HD 41004 Bb är en brun dvärg som vid tidpunkten för upptäckten kretsade närmare sekundärstjärnan än någon känd exoplanet eller brun dvärg (a = 0,0177 AE), med endast 145 km/s, på grund av att värdstjärnan är en lågmassestjärna, vilket ger en omloppsperiod av 1,3 dygn. Dess omloppbana är cirkulär trots gravitationseffekten av HD 41004 A på grund av tidvatteneffekten av den närliggande stjärnan HD 41004 B.